# Béla II của Hungary
Béla Mù (tiếng Hungary: Vak Béla; tiếng Croatia: Bela Slijepi; tiếng Slovak: Belo Slepý; k. 1109 – 13 tháng 2 năm 1141) là Vua của Hungary và Croatia từ năm 1131 đến 1141.